# دامباران
دامباران هي قرية في مقاطعة سراب، إيران. عدد سكان هذه القرية هو 1,297 في سنة 2006.